# 扎博洛特亞 (杜布諾區)
50°41′31″N 25°37′2″E / 50.69194°N 25.61722°E
扎博洛特亞（烏克蘭語：Заболоття），是烏克蘭西北部羅夫諾州杜布諾區奥斯特罗热茨市镇的村落。始建於1871年，面積4.69平方公里，海拔高度231米，2001年人口51，人口密度每平方公里10.9人。